# Jimmie Foxx
James Emory „Jimmie“ Foxx (* 22. Oktober 1907 in Sudlersville, Maryland; † 21. Juli 1967 in Miami, Florida) war ein US-amerikanischer Baseballspieler in der Major League Baseball (MLB) auf der Position des First Basemans. Seine Spitznamen waren The Beast und Double X.

## Biografie
Jimmie Foxx wuchs in Maryland auf einer Farm auf und musste dort seinem Vater bei der anfallenden Arbeit helfen. Er spielte in seiner High School Baseball und machte dort Home Run Baker auf sich aufmerksam. Dieser empfahl ihn seinem früheren Boss Connie Mack, der ihn dann für die Philadelphia Athletics unter Vertrag nahm. Foxx wurde als Catcher, First Baseman oder als Outfielder eingesetzt, seine Stammposition sollte allerdings die des First Baseman werden. Sein Debüt in der American League gab er am 1. Mai 1925.
1928 wurde Foxx Stammspieler und wurde bald als der rechtshändige Babe Ruth bekannt. 1929 hatte er einen Schlagdurchschnitt von 35,4 % und schlug 33 Home Runs. Von 1929 bis 1931 konnte er dreimal mit den Athletics die Meisterschaft der AL gewinnen. 1929 und 1930 war sein Team auch in der World Series erfolgreich.
1932 schlug Foxx 58 Home Runs, einen neuen Rekord für rechtshändige Schlagmänner. Dieser Rekord sollte erst 1998 von Mark McGwire mit 70 Home Runs gebrochen werden. In diesem Jahr wurde Foxx auch zum MVP der AL gewählt. 1933 gewann er die Triple Crown für Schlagmänner mit einem Schlagdurchschnitt von 35,6 %, 153 RBI und 48 Home Runs. Auch in diesem Jahr konnte er den MVP-Titel erringen.
1936 verkauften die finanzschwachen Athletics Jimmie Foxx an die Boston Red Sox. In Boston konnte er 1938 seinen dritten Titel als MVP gewinnen. Er schlug 50 Home Runs, hatte einen Schlagdurchschnitt von 34,9 % und 175 RBI. Lediglich in den Home Runs war Hank Greenberg mit 58 vor ihm platziert.
1942 wechselte er zu den Chicago Cubs in die National League. 1943 erklärte er seinen Rücktritt, kehrte aber 1944 nochmals zu den Cubs zurück, wo er meistens als Einwechselschlagmann aushalf. Einen letzten Vereinswechsel unternahm Foxx dann 1945. Er kehrte wieder nach Philadelphia zurück, spielte aber nun für die Phillies. In seiner letzten Saison spielte er als First und Third Baseman, Einwechselschlagmann und wurde in neun Spielen sogar als Pitcher eingesetzt. Im Gegensatz zu Babe Ruth, mit dem Foxx oft verglichen wurde, der seine Karriere als Pitcher begonnen hatte, beendete sie Foxx auf dem umgekehrten Weg.
Nach 20 Jahren hatte Jimmie Foxx 2317 Spiele in der Major League bestritten, 534 Home Runs und 1922 RBI geschlagen und einen Karriereschlagdurchschnitt von 32,5 % erreicht. Seine zwölf Spielzeiten mit 30 und mehr Home Runs waren ein Rekord, den Barry Bonds erst 2004 verbessern konnte. Er war der zweite Spieler nach Ruth, der die Marke von 500 Home Runs übertreffen konnte.
Nach seiner Spielerkarriere arbeitete er als Manager und Coach im Minor League Baseball und in der Softballliga. Die Rolle des Jimmy Dugan im Baseballfilm Eine Klasse für sich basierte in großen Teilen auf Jimmie Foxx. 1951 wurde er in die Baseball Hall of Fame gewählt. 1967 starb Foxx im Alter von 59 Jahren, wahrscheinlich durch Ersticken an einem verschluckten Knochen.